# 標準軌
標準軌（英語：Standard-Gauge Railway），又称標準鐵軌、準軌，是指國際鐵路聯盟（UIC）在1937年制定1435毫米（4呎8½吋）的標準軌距，軌距比標準軌更寬的稱為寬軌，更窄的则稱為窄軌。世界上60%的鐵路的軌距是標準軌。全世界除去俄罗斯、芬兰、葡萄牙、乌兹别克斯坦的高速鐵路全部都使用標準軌。

## 歷史
英國
標準軌由最先使用鐵路的英國提出。設計及建造斯托克顿－达灵顿铁路（该铁路建造时可能是1.42米轨距）的英國工程師喬治·史蒂芬生提出1.435米軌距（4英尺8又二分之一英寸），並成功說服火車製造商生產1.435米軌距的機車及車輛。由於史蒂芬生成功設計的鐵路是眾人模仿的對象，亦使這種軌距變得「流行」。但并未形成统一标准。1845年英國皇家專員建議用1.435米作為標準軌距。1846年英國國會通過法案，要求將來所有的鐵路都使用標準軌，此卽1835年－1846年英国轨距之争。除了英國的大西部鐵路是使用寬軌之外，英國的主要鐵路都是標準軌。大西部鐵路亦於1892年改成標準軌。1977年，英國修改軌距定義，將國鐵軌距略為收窄至1432毫米（只要軌距寬度不相距超過13毫米，互相亦可以通過），但英國國鐵並未有完全跟隨。而當時規劃的香港地鐵則因此沿用1432毫米軌距。
歐洲大部分地區
罗曼语区原使用略小于1.5米的轨距，日耳曼语区使用米轨和接近两米轨距。1849年德国带头采用1.435米軌距，此后1.435米軌距形成西欧标准。
北美
美国鐵路早年的軌距多而雜亂。隨著南北戰爭爆發，美國人發現鐵路可方便軍事運輸，戰爭結束後對南方原有的1524毫米進行大規模改軌，1886年全面統一為1435毫米轨距。
东亚
1881年，中国开始修建第一条1435毫米轨距铁路后逐渐形成事实主流，至1949年标准轨距铁路已占全部铁路线的一半，此后基本不再修建其它轨距。1899年起朝鲜半岛有了第一条准轨铁路並隨即成爲主流標準。此後東亞大部地區形成了1435毫米軌距與3.4米寬度限界的組合（歐洲限界遠窄），後來日本在修建新幹線時亦採取了這一組合。
西亚
奥斯曼帝国修建准轨铁路后，准轨进入阿拉伯世界；伊朗于第一次世界大战后放弃米轨修建准轨铁路。
澳洲
澳洲軌距十分混亂。新南威爾士州主要的鐵路採用標準軌，連接所有州府的鐵路也採用標準軌，但各州原有的鐵路軌距保持不變，導致採用開普軌距的昆士蘭州和採用愛爾蘭軌距的維多利亞州有不少雙軌距鐵路。
北非
北非多國沿用法國殖民地時期興建的鐵路軌距標準軌。

## 來源
有人指出可能是因為早期鐵路的軌道外側距離為5英尺（1,524 毫米），而鐵路軌道頂寬為1¾英寸（44.45 毫米），故內側軌距為4呎8½吋。實際上，標準軌距的確定僅僅是設計和實踐綜合考量得出的結果。1830年英国「鐵道之父」喬治·史蒂芬生设计了的火箭號採用5呎4¾吋長的車軸，以及厚度為8¼吋的動輪。採取這個長度的車軸是因為車寬不能超過當時貨運馬車的7呎寬度，以便使用現成的隧道。除去1吋的輪緣寬度，理論最小軌距為4呎7¾吋。最早期設計的軌距維持在4呎8吋，其中史蒂芬生預留出了¾吋寬度來避免車輪和軌道卡死。但早期火車並沒有差速裝置和轉向架，實際運行中出現了噪音過大和輪軌磨損的問題，隨後史蒂芬生將軌距拓寬了½吋，解決了問題。鑑於史蒂芬生的成功，皇家計量局決定將4呎8½吋作為標準軌距。

## 各国应用
在传统铁路上，世界上大部分国家使用标准轨，集中于欧洲、北美、西亞、北非、東亞等地。传统铁路使用窄轨的国家，在高速铁路上全部转为标准轨，以此可以提升高速运行下的稳定性。「標準軌化」是指將窄軌或寬軌改建為標準鐵軌。
大部分高铁技术均基于标准轨开发，世界上已有的高速铁路系统几乎全部采用标准轨，包括既有铁路使用窄轨的日本、台灣等，以及既有铁路使用寬軌的西班牙，而印度及巴西等國計劃中的高鐵也預計將改用標準軌。俄羅斯和芬蘭则採用5英尺宽轨高速鐵路，使之于境内的传统铁路轨道兼容。
日本在十九世紀晚期開始興建鐵路時，採用1067mm軌距，而到太平洋戰爭開始前，曾有多次將國有鐵路改為標準軌的爭論。戰後東海道新幹線計劃時，為了能將東京至大阪間的行車時間縮短至三小時內，時任國鐵技術長島秀雄正式決定新建標準軌高規格路線取代原先將東海道本線擴建為四線鐵路的計劃，因此新幹線皆採用標準軌。而秋田新幹線及山形新幹線計劃興建時，為了降低建設經費且縮短工期，把原有的1067mm窄軌拆除重鋪成標準軌，或者在保留原有窄軌下於旁邊加鋪一條額外路軌。此方法可以讓採用標準軌的新幹線行駛，但車速較一般新幹線低，因此這兩路線稱為「迷你新幹線」。除了新幹線，日本國內一些私鐵路線也採用標準軌，如阪急電鐵、京濱急行電鐵等，其中京急大師線為日本首條準軌鐵路。
中華民國《鐵路法》第13條明定軌距以標準軌為原則，但有特別情事經中華民國交通部核准者不在此限。台灣高速鐵路及各縣市建立的捷運系統與輕軌運輸系統，採用鋼軌的路線也皆為標準軌。

## 兼容軌距
由於軌距容許有少量誤差，故此即使英國於1968年將英國國鐵軌距定義改為1432毫米軌距，仍可與標準軌兼容（前提要軌距寬度不相距超過13毫米）。不過英國鐵路本身卻未有以新軌距興建鐵路。而香港地鐵以及繼承的港鐵於2014年以前興建的鐵路線則沿用此軌距。
華盛頓地鐵採用1429毫米軌距，故此亦可與標準軌兼容。
在限速的情況下，1445毫米軌距的馬德里地鐵以及意大利各大城市有軌電車系統也可以與標準軌兼容。

## 延伸閱讀
- Pomeranz, Kenneth; Topik, Steven. . Armonk, New York: M.E. Sharpe. 1999. ISBN 0-7656-0250-4.
- Puffert, Douglas J. . University of Chicago Press. 2009. ISBN 978-0-226-68509-0.

## 參閱
- 軌距列表
- 轨距

## 外部連接
- . The Sydney Morning Herald. 23 May 1892: 4  [14 August 2011] –National Library of Australia., a discussion of gauge in Australia circa 1892
- A learned text of standardisation of gauge （页面存档备份，存于）
- . Townsville Bulletin. 5 October 1937: 12  [19 March 2014] –National Library of Australia., a discussion of the Roman gauge origin theory.